# La materia oscura
La Materia Oscura (en inglés: His Dark Materials) es una trilogía de novelas juveniles fantásticas escritas por el británico Philip Pullman. Comprende los libros Luces del Norte (Northern Lights en el Reino Unido, The Golden Compass en Estados Unidos) (1995), La Daga (The Subtle Knife) (1997) y El Catalejo Lacado (The Amber Spyglass) (2000). 
Esta trilogía es continuada por cuatro relatos cortos: El Oxford de Lyra (2003), Érase una Vez en el Norte (2008), The Collectors (2014) y Serpentine (2020). Destaca además una segunda trilogía de novelas titulada El Libro de la Oscuridad, compuesta por La Bella Salvaje (2017), La Comunidad Secreta (2019) y El Campo de Rosas (2025). 

## Descripción
Bajo la apariencia de historia de fantasía para público joven, La Materia Oscura contiene gran cantidad de alegorías en distintos niveles, tratando temas de metafísica, física cuántica y filosofía, especialmente en el ámbito religioso, desde la perspectiva del autor. Este describe la obra como dirigida a un público de "jóvenes adultos", ya que el contenido de La Materia Oscura puede resultar demasiado intelectual o maduro para la mayoría de niños.[cita requerida]

## Trasfondo
La historia se ambienta en un multiverso, transcurriendo en distintos mundos paralelos. En Luces del Norte, la historia comienza en un mundo muy parecido a este, con una serie de diferencias sutiles, del cual procede Lyra, una de las protagonistas. En La Daga, la acción se sitúa entre un tercer universo y este. Por último, en El Catalejo Lacado la historia se desarrolla alternativamente en diversos universos.
La principal característica del mundo de Lyra es que en él, el alma de las personas habita fuera del cuerpo, adoptando el aspecto físico de un animal, el "daimonion". Este puede cambiar de aspecto hasta el momento en que el niño llega a la pubertad, en el que el daimonion deberá elegir un aspecto definitivo. Este paso se asocia con el inicio de la madurez, no física, sino psicológica, del ser humano. En este universo, la historia ha transcurrido de distinta forma, siendo distintos los países y culturas, y estando todo controlado por una versión de la Iglesia católica denominada como Magisterio (Magisterium en inglés), fruto de la fragmentación de la Iglesia a la muerte del -en este universo- Papa Juan Calvino, en una variedad de colegios y agrupaciones eclesiásticas rivales entre sí.
En este mundo, existe una teoría considerada hereje por el Magisterio, que propone la existencia de un tipo de partícula elemental denominada "Polvo", que se ve atraída especialmente por los seres humanos. A lo largo de la historia de las novelas se muestra que el polvo es una fuerza que existe en todos los universos, la cual es causa de la inteligencia y la conciencia.

## Novelas

### Luces del Norte
Luces del Norte (Northern Lights en el Reino Unido, The Golden Compass en Estados Unidos) (1995)
Lyra se entera de la existencia del Polvo a través de su tío, el aristócrata e investigador Lord Asriel cuando este visita el Jordan College de Oxford antes de partir de viaje al Norte. Simultáneamente, están desapareciendo niños de todo el país a manos de una organización a la que se conoce popularmente como "Gobblers" ("Zampones" según la traducción), que secuestran a un amigo de Lyra. Al poco tiempo, Marisa Coulter, una dama de alta sociedad, llega a Jordan College para tomar a Lyra bajo su protección. Antes de marcharse, el rector del College regala a Lyra un artefacto denominado "aletiómetro", al que se le puede preguntar cualquier cosa, si se sabe cómo hacerlo e interpretar las respuestas. 
Pronto Lyra relaciona a la señora Coulter con los Gobblers y escapa de su casa para participar en una expedición de rescate de los niños desaparecidos que llevan a cabo los giptanos, un pueblo nómada que ha sufrido especialmente las desapariciones. En el Norte, Lyra traba amistad con nuevos aliados, además de aprender a manejar el aletiómetro.

### La Daga
La Daga (The Subtle Knife) (1997)
Tras verse trasladada a un mundo desconocido al final de Luces del norte, Lyra conoce allí a Will, un chico que huyendo de sus problemas en este mundo ha encontrado por un golpe de suerte un escondite perfecto en ese otro en el que está Lyra, al que ha accedido por una especie de ventana. Allí, Will consigue una daga con la particular habilidad de abrir esas ventanas entre los distintos mundos paralelos. Ambos niños, con la ayuda de algunos aliados, inician un viaje en busca de respuestas sobre el Polvo.

### El Catalejo Lacado
El Catalejo Lacado (The Amber Spyglass) (2000)
Lyra, que ha sido secuestrada por la señora Coulter, es rescatada por Will usando su daga. Estando ahora al tanto de la guerra que Lord Asriel está llevando a cabo contra la Autoridad, una entidad que hace el papel de Dios de los multiversos y que Asriel desea derrotar, los niños continúan su camino hacia este para llevarle la daga, para lo que pasan a través de un mundo al que van a parar las almas de los seres inteligentes que mueren en todos los universos, el Mundo de los Muertos.

## Historias relacionadas

### El Oxford de Lyra
El Oxford de Lyra (Lyra's Oxford) (2003) es una novela corta situada 2 años después de El Catalejo Lacado. Tiene ilustraciones de John Lawrence, que incluyen grabados en blanco y negro en las páginas interiores, reproducciones de documentos "reales" y un mapa desplegable anotado del Oxford del mundo de Lyra.
La historia transcurre dos años después de los sucesos que se relatan en la novela El Catalejo Lacado, tras la separación de Lyra y Will. Lyra (de 15 años ahora) se hallaba en el tejado de su dormitorio junto a su daimonion, Pantalaimon, observando los cielos tranquilamente; al menos, hasta que una bandada de pájaros se divisó en el horizonte. Lyra y Pan ven que acosan a un daimonion cuervo negro, que resiste los ataques hasta que cae en los brazos de Lyra. El daimonion cuervo les descubre que él es el daimonion de una bruja del Norte que padece una enfermedad incurable mediante las artes mágicas. El daimonion cuervo les reveló que sólo hay una cura posible que se encuentra en manos de un alquimista loco. Lyra y Pan deciden ayudarle a encontrar al alquimista poseedor de la cura, mas no saben que un peligro les acecha... Una bruja que quiere matar a Lyra.

### Érase una Vez en el Norte
Érase una Vez en el Norte (Once Upon a Time in the North) (2008) es una novela corta que sirve de precuela a Luces del Norte La edición limitada incluía un juego de mesa llamado Peril of the Pole, recortes de periódicos y libros “reales”, un par de cartas escritas por Lyra, así como un certificado de su tesis académica.
Se enfoca en el aeronauta tejano Lee Scorsby a la edad de 24 años. Tras ganar su globo aerostático, Scoresby se dirige al norte, aterrizando en la isla ártica de Novy Odense, donde se ve empujado a participar en un peligroso conflicto entre el magnate petrolero Larsen Manganese, el corrupto candidato a alcalde Ivan Poliakov, y su enemigo de años de Dakota, Pierre McConville. La historia relata su primer encuentro con Iorek Byrnison y cómo vencieron a sus enemigos.

### Los Coleccionistas
Los Coleccionistas (The Collectors) (2014) es un cuento situado entre Érase una Vez en el Norte y Luces del Norte. 
En una oscura noche de invierno de 1970, Horley y Grinstead se juntan para calentarse en la sala común de último año de una universidad en Oxford. La conversación gira en torno a las dos impresionantes obras de arte que Horley ha agregado recientemente a su colección. Lo que los dos hombres no saben es que estas piezas están conectadas de maneras misteriosas e improbables; y están a punto de quedar atrapados en el fuego cruzado de una historia que ha viajado en el tiempo y en los mundos.

### El Libro de la Oscuridad
El Libro de la Oscuridad (The Book of Dust) es una segunda trilogía de novelas que continúa la historia de Lyra Lenguadeplata, situándose antes y después de los eventos ocurridos en La Materia Oscura. Está conformada por las novelas La Bella Salvaje (2017), La Comunidad Secreta (2019) y El Campo de Rosas (2025).

### Serpentine
Serpentine (2020) es una novela corta situada 5 años después de El Catalejo Lacado y antes de La Comunidad Secreta. Cuenta con Lyra (ahora de 18 años) y Pan volviendo a Trollesund para buscar respuestas. En esta instantánea de sus vidas cambiadas para siempre, regresan al Norte para visitar a un viejo amigo, donde aprenderemos que las cosas no son exactamente lo que parecen.

### The Imagination Chamber
The Imagination Chamber (2022) es una colección de relatos ambientados en momentos de las obras protagonizadas por Lyra Lenguadeplata en los cuales encontramos las perspectivas de diversos personajes conocidos. 
El maestro narrador Philip Pullman regresa al mundo de Lyra y Will, la Sra. Coulter y Lee Scoresby, Pantalaimon e Iorek Byrnison, en este imprescindible compañero de la trilogía La Materia Oscura. Un libro de escenas deslumbrantes, conmovedoras, estimulantes e impresionantes ambientadas durante los eventos de Luces del Norte, La Daga, El Catalejo Lacado y El Libro de la Oscuridad: de Serafina Pekkala sentada tranquilamente en su escoba de nube pino, escuchando al Polvo, delante de la batalla épica con los Ángeles, a una joven Lyra que especula sobre la identidad de su madre. Con una prosa exquisita, Philip Pullman abre nuevas ventanas a sus mundos para que el lector los atraviese y revela nuevas verdades sobre muchos de los personajes icónicos del universo de Lyra.

## Personajes
- Lyra Belacqua/Lenguadeplata: es una chica de 12 años que fue criada en el ficticio Jordan College de Oxford en el mundo donde existen los daimonion. El suyo recibe el nombre Pantalaimon. Se siente orgullosa de sus travesuras y su habilidad para mentir e inventarse historias junto con su mejor amigo Roger. A lo largo de la historia encuentra aliados que la apoyan y enemigos que desean impedir que cumpla el cometido que, sin ella saberlo, le ha reservado el destino. Pantalaimon toma al final la forma definitiva de una marta de pino.
- Roger Parslow: es un chico de 11 años criado, al igual que Lyra, en el ficticio Jordan College y mejor amigo de Lyra. Llevado a Bolvangar por los zampones, es rescatado por Lyra, con quien va a rescatar a su padre Lord Asriel. Muere en el momento en el que Lord Asriel le amputa a su Daimonion, Salcilia.
- Will Parry: es un chico de 12 años sensato y con fuertes convicciones morales que se ve obligado a huir de su mundo, este, dejando atrás a su madre enferma en busca de su padre desaparecido. Su camino se cruza con Lyra, y tras pasar a ser el portador de la daga sutil, la acompaña hasta el final de la historia, puesto que él también tiene reservado un papel importante en el destino de Lyra.
- Lord Asriel: inicialmente presentado como tío de Lyra, este aristócrata investigador y revolucionario es su padre. A lo largo de la historia organiza una rebelión violenta contra la Autoridad, la figura que ejerce el papel de Dios en los distintos mundos paralelos, buscando establecer una "República de los Cielos". Su daimonion, Stelmaria, es un irbis.
- Marisa Coulter: es una hermosa dama de la alta sociedad, viuda de un importante político y antigua amante de Lord Asriel. Siendo la madre de Lyra, algo que le oculta inicialmente, decide tomarla bajo su protección. Sin embargo, sus conexiones con el Magisterio la sitúan en el bando opuesto al de Lyra y Asriel. A lo largo de la historia, las lealtades de Marisa Coulter se vuelven vagas, actuando en ocasiones a espaldas de sus superiores. Su daimonion es un mono de pelaje dorado cuyo nombre no es revelado en la trilogía.
- Iorek Byrnison: es un "oso acorazado", miembro de una especie inteligente del mundo de Lyra, con quien traba una profunda amistad en el primer libro y a quien ayuda en numerosas ocasiones más adelante.
- Lee Scoresby: es el propietario y piloto de un globo, amigo de Iorek Byrnison, que también se sitúa al lado de Lyra. Su daimonion es una liebre llamada Hester. El viejo vaquero anhela tranquilidad, y su mayor sueño es jubilarse con el dinero recaudado en su globo para comprar un rancho en Tejas y pasar allí sus últimos días. Mas no lo consigue, ya que muere a tiros en el mundo humano, suplicando ayuda de Serafina.
- John Faa y Farder Coram: son los líderes del pueblo giptano, los cuales encabezan la expedición de rescate de los niños secuestrados. Protegen a Lyra en virtud de la ayuda que Lord Asriel les ha prestado siempre.
- Serafina Pekkala: es la líder de un clan de brujas del norte en el mundo de Lyra. De gran belleza, longevidad, y poder, se convierte en un importante apoyo para Lyra y Will. Su daimonion, Kaisa, es un ganso gris.
- Mary Malone: es una experta en física del mundo de Will, que ayuda a Lyra a entender mejor la naturaleza del polvo. Aparece en el segundo libro, pero es en el tercero cuando lleva a cabo su principal intervención en la historia, tanto en lo referente a Lyra y a Will, como al polvo.

## Influencias
Las tres influencias literarias más significativas en La Materia Oscura (reconocidas por el propio Pullman) son el ensayo En el Teatro de las Marionetas de Heinrich von Kleist; la obra de William Blake; y, la más importante, El Paraíso Perdido de John Milton, del cual proviene el título de la trilogía, así como muchas de sus ideas principales. La intención de Pullman fue darle la vuelta a la historia de Milton sobre una guerra entre el cielo y el infierno. En la introducción del libro, adapta una frase de Blake para bromear que él (Pullman), está en el bando del demonio, y que lo sabe.

## Reacciones
La Materia Oscura ha sido objeto de polémica debido a las ideas que propone sobre religión, especialmente en algunos grupos cristianos. Sin embargo, Pullman ha recibido también apoyo de cristianos más liberales, siendo el más destacable de ellos Rowan Williams, arzobispo de Canterbury. Rowan Williams argumenta que la obra de Pullman ayuda a entender la teología. Además, afirma que la obra debería ser usada en las escuelas como parte de la asignatura de educación religiosa.
La obra de Pullman ha sido ampliamente criticada en Estados Unidos por distintas organizaciones de ámbito religioso. El lanzamiento de la película fue criticado por la Liga Católica como una incitación al ateísmo. Ante estas reacciones, Pullman se mostró desafiante, criticando la censura, y haciendo notar que provocaría el efecto contrario al deseado.
Se ha denominado a La Materia Oscura como la antítesis de Las Crónicas de Narnia, la historia fantástica escrita por C. S. Lewis. Esto se ha visto reforzado por las declaraciones de Philip Pullman acusando a Lewis de ser descaradamente racista y extremadamente misógino en sus novelas.

## Adaptaciones

### Película de 2007
En 2007 se estrenó la adaptación cinematográfica de gran parte del primer libro, La Brújula Dorada, llevada a cabo por el director Chris Weitz. La película recibe el nombre de La Brújula Dorada debido al título con que fue publicada la obra en Estados Unidos, The Golden Compass. La película se filmó en Noruega, Inglaterra y Suiza. 
Su guion, obra de Chris Weitz, deja fuera los capítulos finales de Luces del Norte, ya que en estos se expone una crítica más fuerte al cristianismo (el autor propone que "Adán y Eva son como la raíz cuadrada de -1, que pueden ayudar en muchos problemas, pero al fin y al cabo son inexistentes"), aparte de la trágica muerte de uno de los personajes. Por tanto, la película termina de una forma mucho más suave que el libro, orientándose a un público un poco más infantil o sensible al final real.

### Serie de televisión
En 2019 se estrenó a través de BBC One y HBO la serie televisiva La Materia Oscura, basada en los libros y protagonizada por Dafne Keen, James McAvoy, Ruth Wilson y Lin-Manuel Miranda. 